# Choerades bipenicillata
Choerades bipenicillata là một loài ruồi trong họ Asilidae. Choerades bipenicillata được Bigot miêu tả năm 1891.